# Världsmästerskapen i skidskytte 1996
Världsmästerskapen i skidskytte 1996 hölls 1996 i Ruhpolding i Bayern i Tyskland.

## Herrar

### 10 kilometer sprint
| Medalj | Namn              | Land     | Straffrundor | Resultat |
| ------ | ----------------- | -------- | ------------ | -------- |
|        | Vladimir Dratjov  | Ryssland |              | 26.52,3  |
|        | Viktor Maigurov   | Ryssland |              |          |
|        | René Cattarinussi | Italien  |              |          |

### 20 kilometer
| Medalj | Namn             | Land        | Straffrundor | Resultat |
| ------ | ---------------- | ----------- | ------------ | -------- |
|        | Sergej Tarasov   | Ryssland    |              | 53.05,4  |
|        | Vladimir Dratjov | Ryssland    |              | 53:49.9  |
|        | Vadim Sasjurin   | Vitryssland |              | 54:38.3  |

### 4 x 7,5 kilometer stafett
| Medalj | Land        | Lagmedlemmar                                                     | Straffrundor | Resultat  |
| ------ | ----------- | ---------------------------------------------------------------- | ------------ | --------- |
|        | Ryssland    | Viktor Maigurov Vladimir Dratjov Sergej Tarasov Aleksej Kobeljev |              | 1:19.50,8 |
|        | Tyskland    | Ricco Gross Peter Sendel Frank Luck Sven Fischer                 |              |           |
|        | Vitryssland | Aleksej Aidarov Oleg Ryzjenkov Vadim Sasjurin Aleksandr Popov    |              |           |

### Lagtävling
| Medalj | Land        | Lagmedlemmar                                                       | Straffrundor | Resultat |
| ------ | ----------- | ------------------------------------------------------------------ | ------------ | -------- |
|        | Vitryssland | Vadim Sasjurin Oleg Ryzjenkov Alexander Popov Petr Ivasjko         |              | 26.05,6  |
|        | Ryssland    | Viktor Maigurov Vladimir Dratjov Pavel Muslimov Sergej Rosjkov     |              |          |
|        | Italien     | René Cattarinussi Pieralberto Carrara Patrick Favre Hubert Leitgeb |              |          |

## Damer

### 7,5 kilometer sprint
| Medalj | Namn                | Land     | Straffrundor | Resultat |
| ------ | ------------------- | -------- | ------------ | -------- |
|        | Olga Romasko        | Ryssland |              | 22.30,5  |
|        | Ann-Elen Skjelbreid | Norge    |              |          |
|        | Magdalena Forsberg  | Sverige  |              |          |

### 15 kilometer
| Medalj | Namn              | Land      | Straffrundor | Resultat |
| ------ | ----------------- | --------- | ------------ | -------- |
|        | Emmanuelle Claret | Frankrike |              | 46:43.1  |
|        | Olga Melnik       | Ryssland  |              |          |
|        | Olena Petrova     | Ukraina   |              |          |

### 4 x 7,5 kilometer stafett
| Medalj | Land      | Lagmedlemmar                                                               | Straffrundor | Resultat  |
| ------ | --------- | -------------------------------------------------------------------------- | ------------ | --------- |
|        | Tyskland  | Uschi Disl Simone Greiner-Petter-Memm Katrin Apel Petra Behle              |              | 1:33.59,8 |
|        | Frankrike | Corinne Niogret Florence Baverel-Robert Emmanuelle Claret Anne Briand      |              |           |
|        | Ukraina   | Tetjana Vodopjanova Olena Petrova Olena Zubrilova Valentina Tserbe Nessina |              |           |

### Lagtävling
| Medalj | Land      | Lagmedlemmar                                                          | Straffrundor | Resultat |
| ------ | --------- | --------------------------------------------------------------------- | ------------ | -------- |
|        | Tyskland  | Katrin Apel Petra Behle Uschi Disl Simone Greiner-Petter-Memm         |              | 23.23,6  |
|        | Ukraina   | Tetjana Vodopjanova Olena Petrova Olena Zubrilova Nina Lemesj         |              |          |
|        | Frankrike | Anne Briand Corinne Niogret Florence Baverel-Robert Emmanuelle Claret |              |          |

## Medaljfördelning
| Placering | Land        | Guld | Silver | Brons | Totalt |
| --------- | ----------- | ---- | ------ | ----- | ------ |
| 1         | Ryssland    | 4    | 4      | 0     | 8      |
| 2         | Tyskland    | 2    | 1      | 0     | 3      |
| 3         | Frankrike   | 1    | 1      | 1     | 3      |
| 4         | Vitryssland | 1    | 0      | 2     | 3      |
| 5         | Ukraina     | 0    | 1      | 2     | 3      |
| 6         | Norge       | 0    | 1      | 0     | 1      |
| 7         | Italien     | 0    | 0      | 2     | 2      |
| 8         | Sverige     | 0    | 0      | 1     | 1      |